# Conus goudeyi
Espèce
Conus goudeyi est une espèce de mollusques gastéropodes marins de la famille des Conidae.
Comme toutes les espèces du genre Conus, ces escargots sont prédateurs et venimeux. Ils sont capables de « piquer » les humains et doivent donc être manipulés avec précaution, voire pas du tout.

## Description
La taille de la coquille varie entre 30 mm et 45 mm.

## Distribution
Cette espèce marine est présente au large de la Nouvelle-Calédonie.

## Taxonomie

### Publication originale
L'espèce Conus goudeyi a été décrite pour la première fois en 2012 par les malacologistes Éric Monnier (d) (1953-) et Loíc Limpalaër dans la publication intitulée « Visaya »,.

### Synonymes
- Conus (Phasmoconus) goudeyi (Monnier & Limpalaër, 2012) · appellation alternative
- Fulgiconus goudeyi (Monnier & Limpalaër, 2012) · non accepté
- Phasmoconus goudeyi Monnier & Limpalaër, 2012 · non accepté

## Identifiants taxonomiques
- Ressources relatives au vivant :   - TAXREF (INPN)
  - World Register of Marine Species

Chaque taxon catalogué par les bases de données biologiques et taxonomiques possède un identifiant qui permet d'établir un point de référence. Les identifiants de Conus goudeyi dans les principales bases sont les suivants :
CoL : XXHB - NCBI : 719557 - WoRMS : 723879